# Weltpostkongress 1929
Der neunte Weltpostkongress fand in London im Vereinigten Königreich statt. Es wurden unter anderem über die Luftpostbestimmungen abgestimmt.
Auf dem Kongress waren 87 Länder mit einer Ausdehnung von 129 Millionen km² und einer Bevölkerung von 1870 Millionen vertreten. Wieder stand die Frage der Briefdurchgangskosten zur Erörterung; auf deutschen Vorschlag wurde eine weitere Vereinfachung des Verfahrens erzielt. Als neue Verkehrsart gliederte sich das Päckchen mit Wareninhalt in dem Auslandsdienst ein. Die Hauptaufgabe des Kongresses, die Einrichtungen des Vereins und den internationalen Postdienst auszubauen, wurde unter starker Mitwirkung der deutschen Vertreter mit dem Erfolg gelöst, dass für die Postbenutzer eine Fülle von Erleichterungen zustande kam. Diese wurden am 1. Juli 1930 wirksam. Eine wichtige Rolle spielte nunmehr der Luftpostdienst, über dessen Handhabung schon eine Weltluftpostkonferenz in Haag im Herbst 1927 zwischenstaatliche Abkommen über die Beförderung der Briefpost und der Postpakete vereinbart hatte. Diese Abkommen sind als feste Bestandteile in den Weltpostvertrag und in das Nebenabkommen über den Postpaketverkehr aufgenommen worden. Danach gibt das Internationale Büro allen Mitgliedern die Bedingungen bekannt, unter denen eine Verwaltung die zu ihrem Bereich gehörenden Luftlinien für den Postversand zulässt.